# امانوئل کورسیو
امانوئل کورسیو (انگلیسی: Emanuele Curcio؛ زادهٔ ۳ مهٔ ۱۹۵۳) بازیکن فوتبال اهل ایتالیا است.
از باشگاه‌هایی که در آن بازی کرده‌است می‌توان به باشگاه فوتبال تراپانی، باشگاه فوتبال کوزنتسا کالچو، باشگاه فوتبال آلساندریا، باشگاه فوتبال مسینا، و باشگاه فوتبال آ.اس. رم اشاره کرد.